# Prvi splitski odred (1972.)
Prvi splitski odred, hrvatski dugometražni film iz 1972. godine.